# 砂山裕
砂山 裕（すなやま ゆたか、1970年3月14日 - ）は、日本の総理府（総務庁）・総務官僚。

## 来歴
1970年3月14日、群馬県生まれ。1992年、早稲田大学法学部卒業後、総理府へ入府。
1999年7月、総務庁行政監察局副監察官兼企画調整課。2001年1月、総務省行政評価局評価監視調査官（政策評価官室）。2002年7月、行政評価局総務課長補佐。2003年7月、財務省主計局調査課長補佐。2004年7月、主計局主計官補佐（文部科学第五係主査）。2005年8月、総務省行政評価局総括評価監視官（独立行政法人評価担当）。2007年7月、大臣官房秘書課長補佐。2008年7月、人事・恩給局総務課企画官。2009年9月、仙谷由人行政刷新担当大臣・菅直人国家戦略担当大臣秘書官取扱。2011年9月、総務省行政評価局評価監視官（国土交通等担当）。2012年7月、在ジュネーヴ国際機関日本政府代表部参事官。2015年8月、内閣官房内閣人事局参事官（内閣官房、内閣府、総務省、財務省、金融庁等）兼総務省行政管理局管理官（内閣（復興庁を除く）、内閣府、総務省、金融庁、財務省、予算・決算）。2018年7月20日、総務省行政評価局政策評価課長。